# Elias Persson
Elias Persson, född 3 april 2002, är en svensk simmare. Han tävlar för Malmö Kappsimningsklubb.

## Karriär
I juni 2019 vid långbane-JSM i Malmö tog Persson guld på 100 meter frisim. I april 2021 blev Persson uttagen i Sveriges trupp EM i Budapest. Han slutade på 44:e plats på 50 meter frisim, 60:e plats på fjärilsim samt var en del av Sveriges kapplag tillsammans med Robin Hanson, Björn Seeliger och Isak Eliasson som slutade på nionde plats på 4×100 meter frisim.
I maj 2023 blev Persson uttagen i Sveriges trupp till VM i Fukuoka.
Vid kortbane-SM 2024 i Helsingborg tog Persson guld på 100 meter frisim och brons på 50 meter frisim. Han var även en del av Malmö Kappsimningsklubbs kapplag som tog silver på 4×100 meter frisim och 4×50 meter medley samt brons på 4×50 meter frisim och 4×100 meter medley.